# Rio Vila Nova
O Rio Vila Nova é um rio brasileiro que banha o estado do Amapá. Ele também é conhecido por abrigar a Praia do Vermelho, um destino popular durante o verão santanense, onde a maré baixa revela uma extensa faixa de areia